# 清水濠
清水濠
為古時候廣州的一條溝渠，约长700米，环绕内城，这样可将旧城的六脉渠通到濠涌，由濠涌通向大海。可以让商贸往来的船只在此避风，也是城市的排水系统。
清水濠一带，曾是盐运码头，盐船由清水濠溯溪而上，来往运盐，十分繁忙。
现已消失，遗留街名清水濠，变成古老的民居小巷，在文德路现13路车总站对面，巷头地面曾有麻石板刻有清水濠字样，后因道路修整而被水泥地面取缔。